# Burjatská vlajka

Vlajka Burjatska
Poměr stran 1:2

Vlajku Burjatska, jedné z autonomních republik Ruské federace, je tvořena listem o poměru stran 1:2 se třemi vodorovnými pruhy – modrým, bílým a žlutým, v poměru šířek 2:1:1 a žlutým sojombem při žerdi v horním, modrém pruhu. Vlajka byla uvedena v platnost zákonem z 29. října 1992.

## Historie
Burjatsko jakožto sovětská ASSR poprvé přijalo vlajku roku 1925, která byla tvořena rudým praporem s nápisem БМАССР (=Burjatsko-mongolská ASSR). Druhá verze byla přijata 1937, tentokrát ve stylu rudého praporu s velkým nápisem „RSFSR“ a dvěma menšími „Burjatsko-mongolská ASSR“, vyšší z nich v ruštině a druhý z nich v burjatštině. Třetí verze byla přijata 7. května 1954, ta měla po vzoru dalších sovětských autonomních republik modrý žerďový pruh a nad dvěma nadpisy BMASSR srp a kladivo. V roce 1958 byly adaptovány dvě verze kvůli vypuštění z názvu ASSR, první z nich byla nejspíše mylně schválena a používála se jako oficiální symbol jen 10 dní (měla pouze ruský název ASSR bez druhého burjatsky). Poslední verze vzešla v platnost 25. prosince 1978.

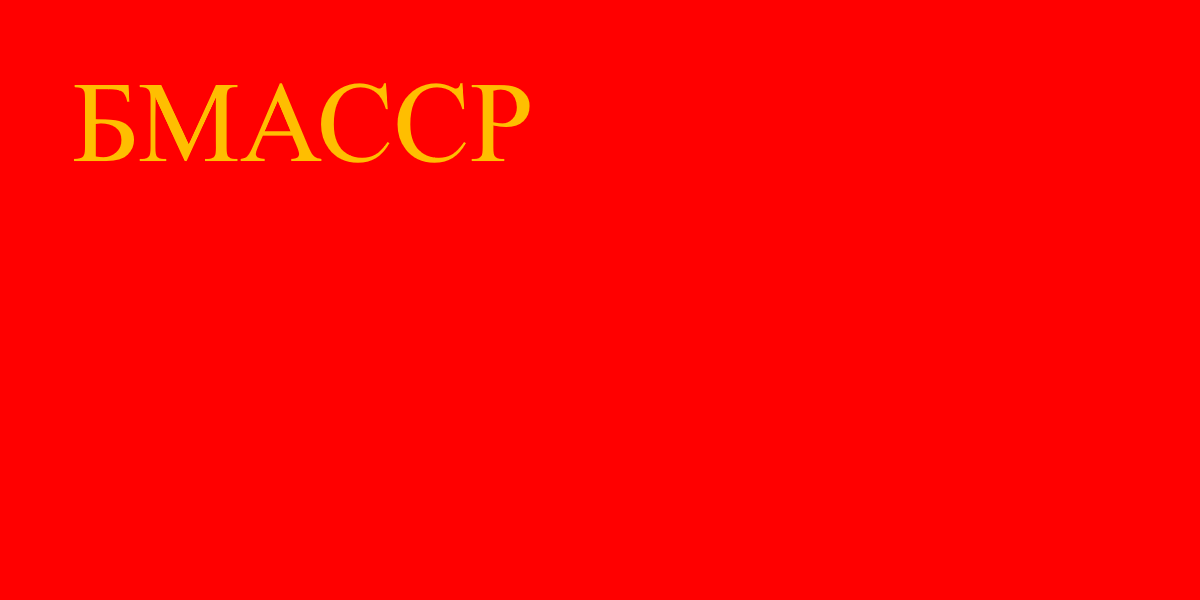
Vlajka Burjatsko-mongolské ASSR (1925–1937) Poměr stran: 1:2
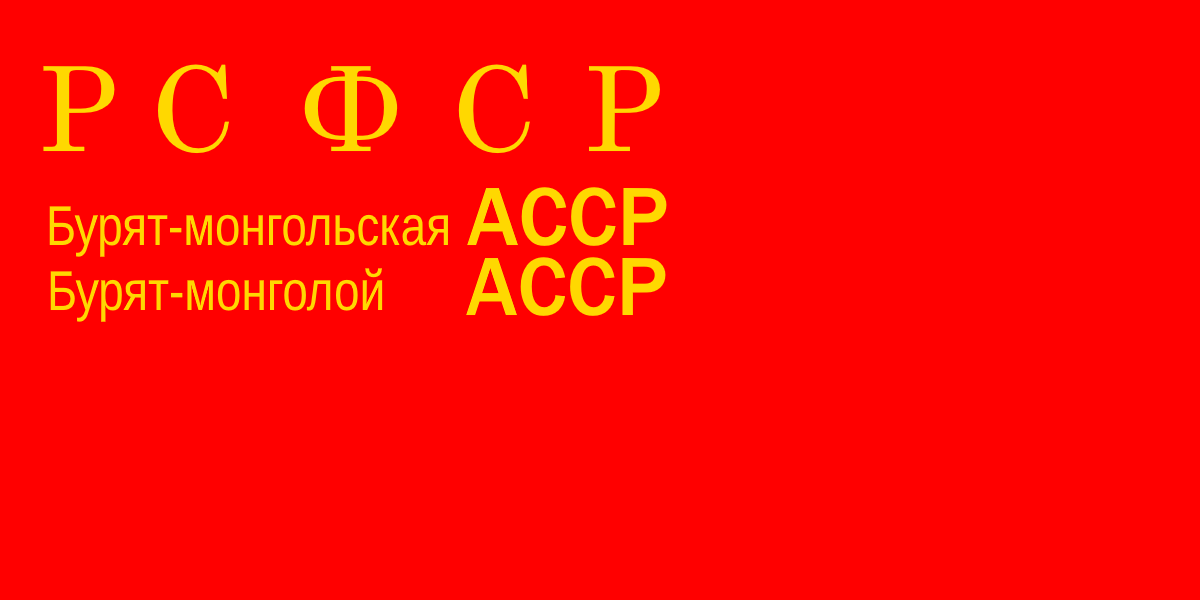
Vlajka BMASSR (1937–1854) Poměr stran: 1:2
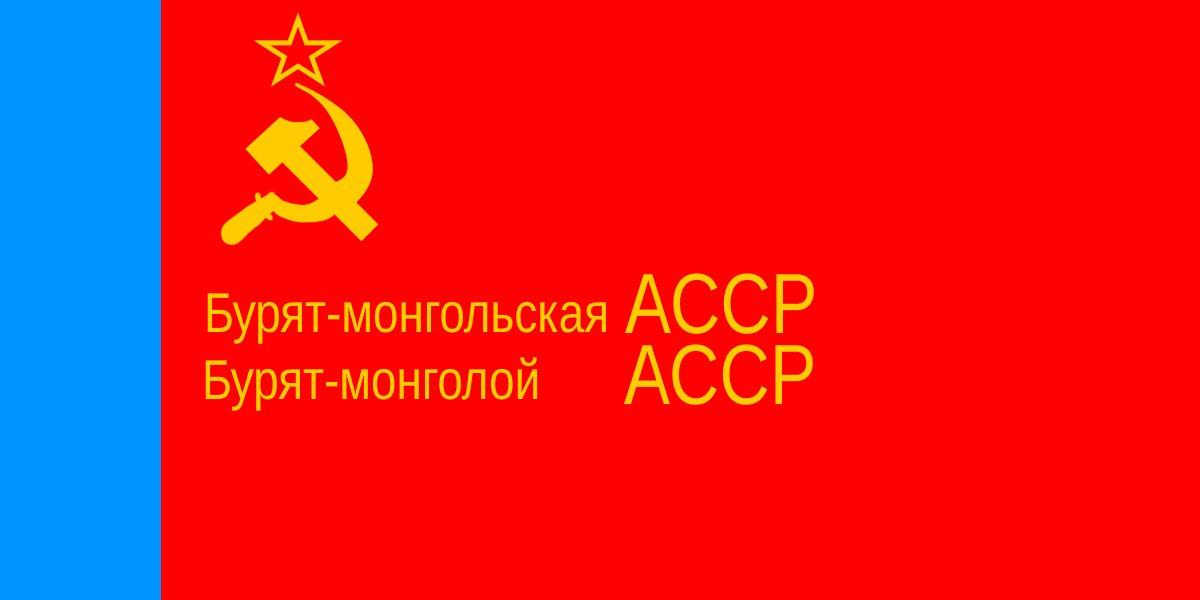
Vlajka BMASSR (1954–1958) Poměr stran: 1:2
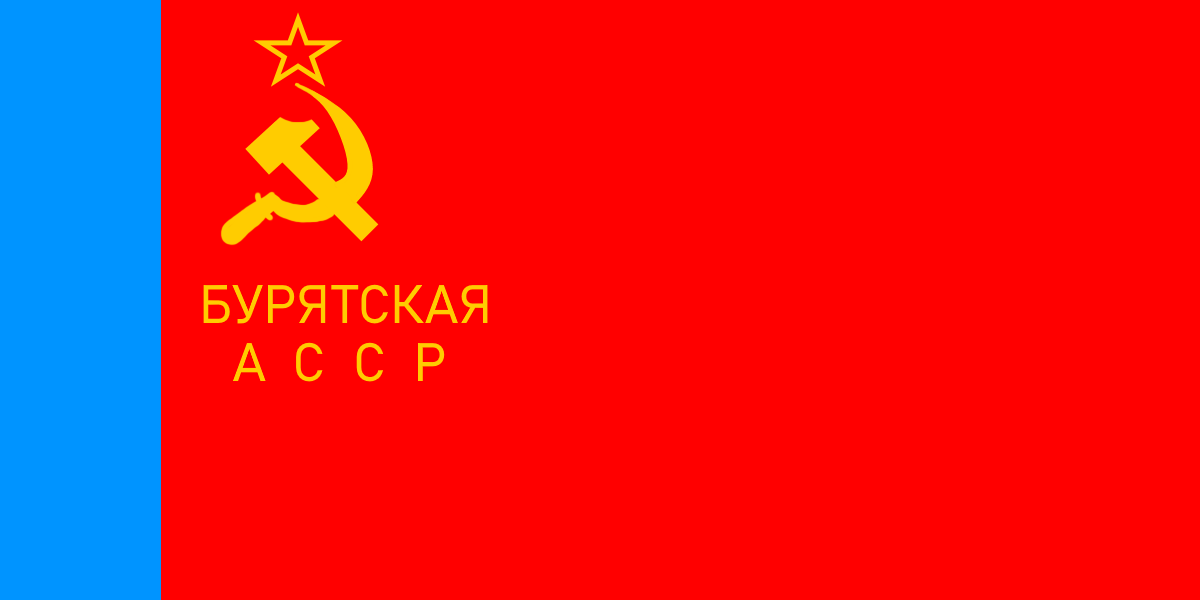
Vlajka Burjatské ASSR (7.–17.7.1958) Poměr stran: 1:2
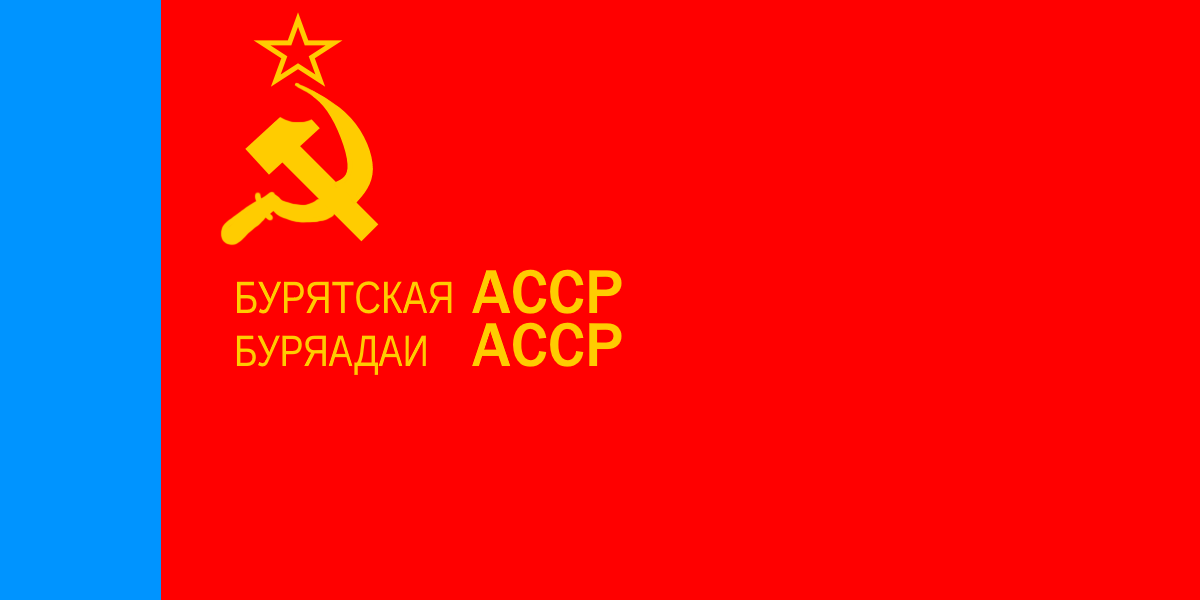
Vlajka Burjatské ASSR (1958–1978) Poměr stran: 1:2
Vlajka Burjatské ASSR (1978–1992) Poměr stran: 1:2

## Vlajka burjatského prezidenta

Vlajka burjatského prezidenta Poměr stran: 1:1

## Vlajky burjatských rajónů

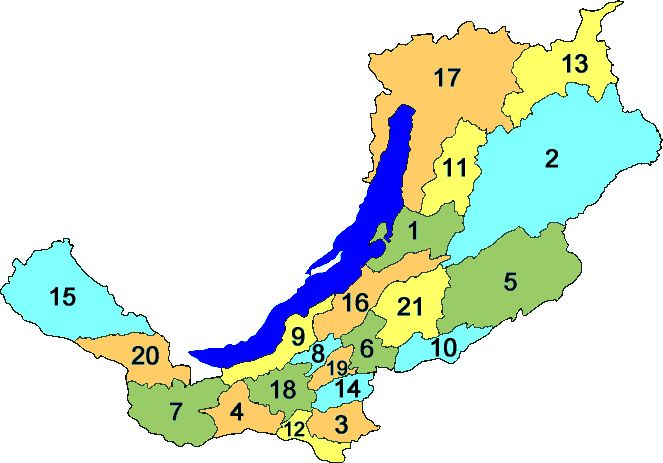
Administrativní členění Burjatska

Burjatsko se člení na dva městské okruhy a 21 rajónů.
Městské okruhy

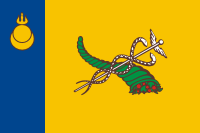
Ulan-Ude Poměr stran: 2:3
Severobajkalsk

Rajóny

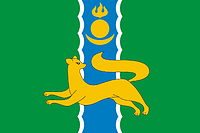
Barguzinský rajón (1) Poměr stran: 2:3
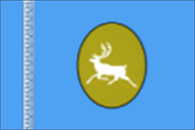
Bauntovský rajón (2) Poměr stran: 2:3
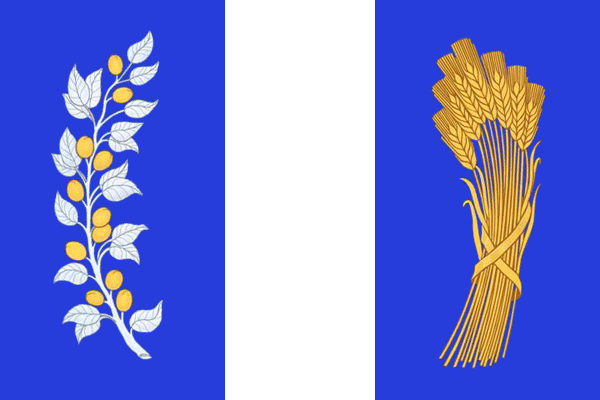
Bičurský rajón (3) Poměr stran: 2:3
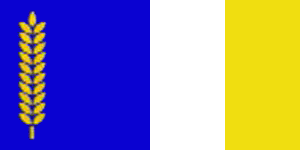
Džidinský rajón (4) Poměr stran: 1:2
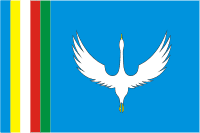
Eravninský rajón (5) Poměr stran: 2:3
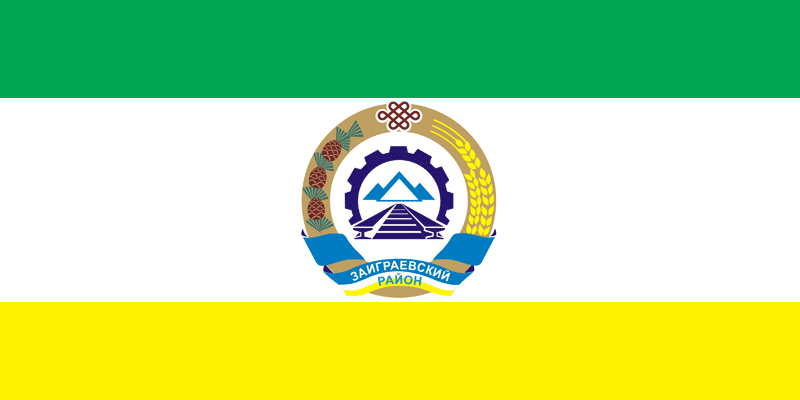
Zajgrajevský rajón (6) Poměr stran: 1:2
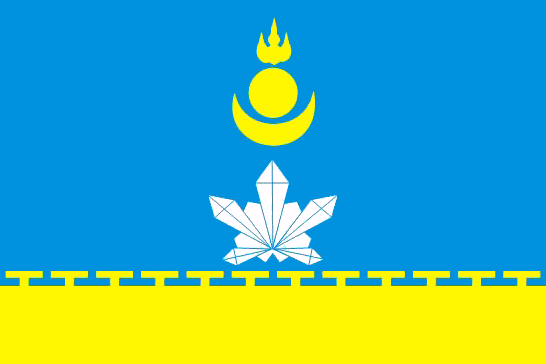
Zakamenský rajón (7) Poměr stran: 2:3
Ivolginský rajón (8) Poměr stran: 2:3
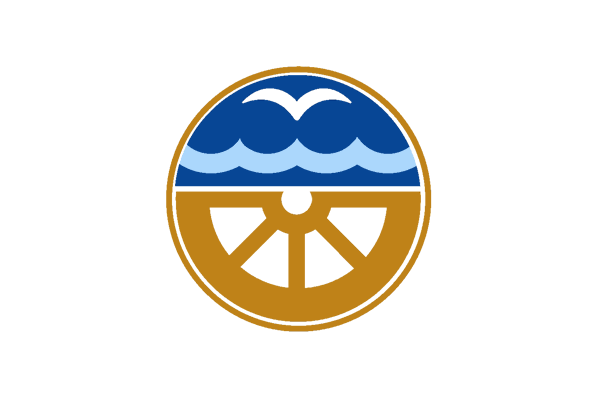
Kabanský rajón (9) Poměr stran: 2:3
Kižinginský rajón (10)
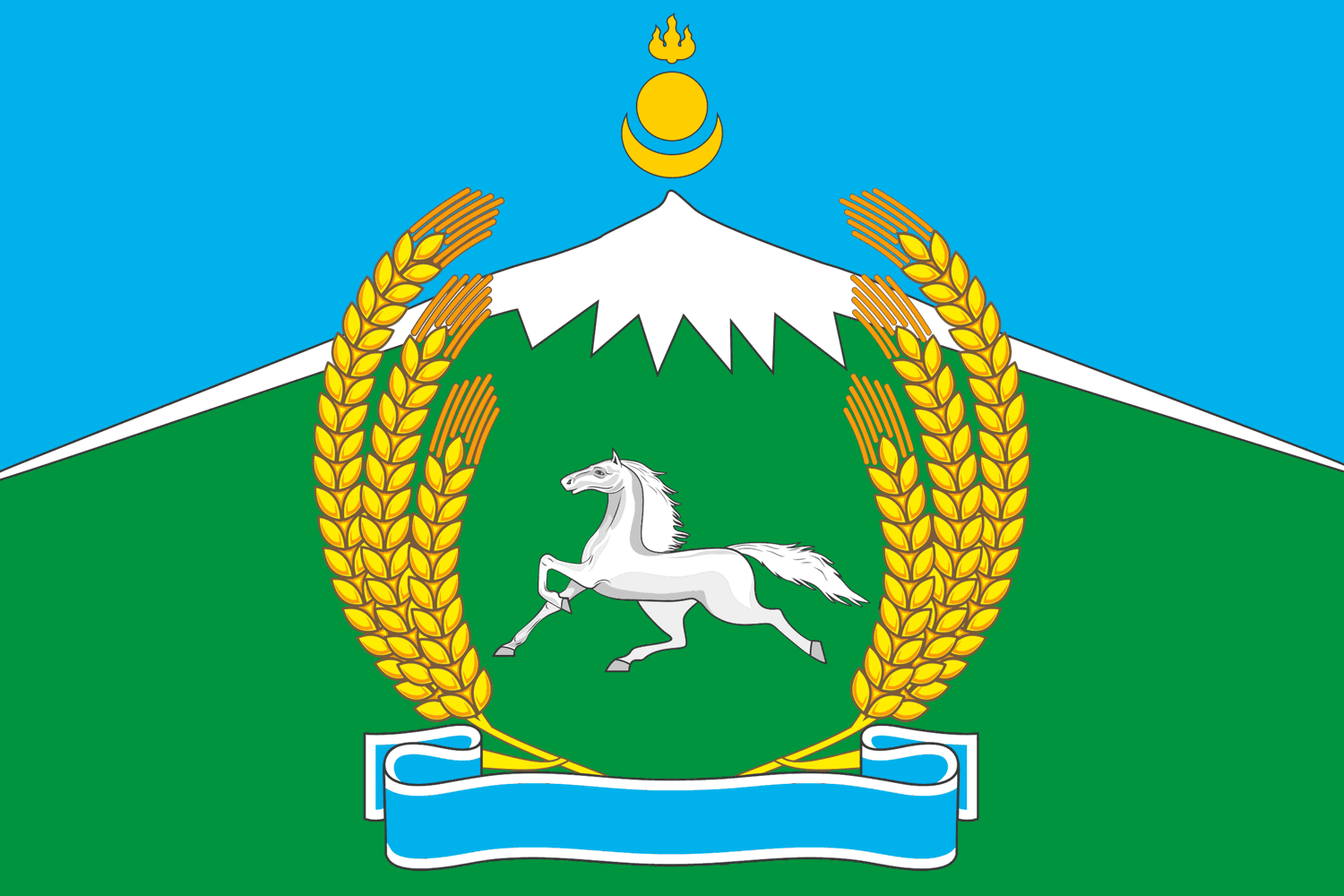
Kurumkanský rajón (11) Poměr stran: 2:3
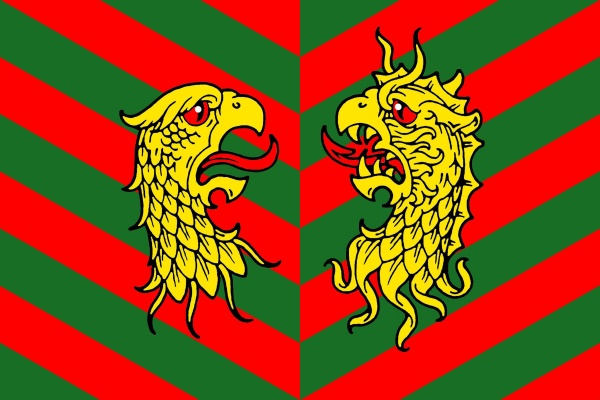
Kjachtinský rajón (12) Poměr stran: 2:3
Mujský rajón (13)
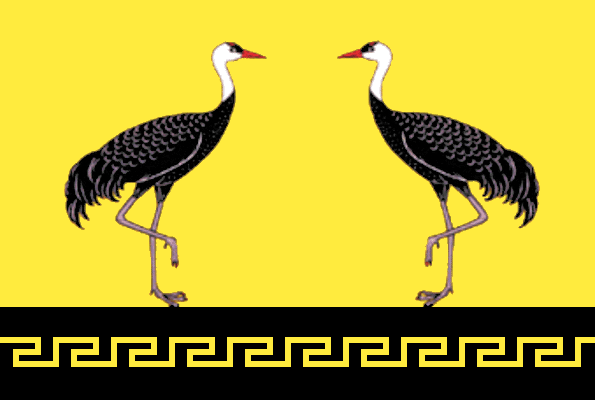
Muchoršibirský rajón (14) Poměr stran: 2:3
Okinský rajón (15) Poměr stran: 2:3
Pribajkalský rajón (16)
Severo-Bajkalský rajón (17) Poměr stran: 2:3
Selenginský rajón (18)
Tarbagatajský rajón (19)
Tunkinský rajón (20)
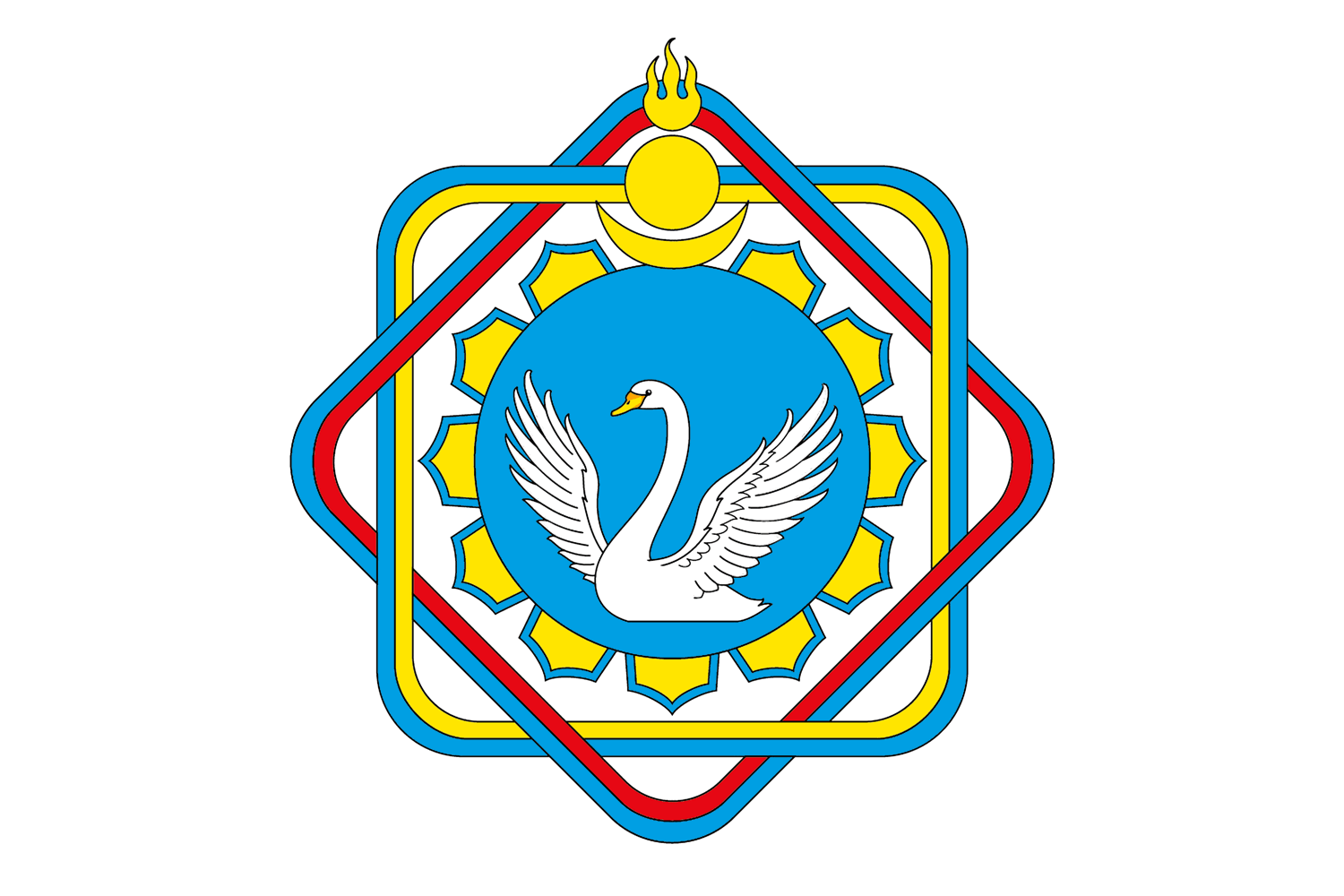
Chorinský rajón (21) Poměr stran: 2:3